# دالسزیسه
دالسزیسه (به لاتین: Daleszyce) یک شهر در لهستان است که در گمینا دالشتسه واقع شده‌است. دالسزیسه ۱۵٫۵۰ کیلومتر مربع مساحت و ۲٬۹۵۳ نفر جمعیت دارد.